# 朴成浩
朴 成浩（パク　ソンホ、1995年11月10日 - ）は、ジャパンラグビーリーグワン横浜キヤノンイーグルスに所属するラグビー選手。

## プロフィール
- 大阪府出身[1]。
- ポジションはフッカー(HO)。
- 身長 175 cm、体重 99 kg
- ニックネームはぱく。
- U20日本代表に選ばれたことがある[2]。

## 略歴
大阪朝鮮高校卒業後、明治大学に入る。
2019年、明治大学卒業後、キヤノンイーグルス(現・横浜キヤノンイーグルス)に加入。
2020年1月26日にジャパンラグビートップリーグ第3節NECグリーンロケッツ戦に途中出場で公式戦初出場を果たす。